# Čoček
Čoček (en albanés: çyçek/qyqek, en serbocroata: čoček/чочек, pronunciado "chóchek"; compárense en macedonio чочек y en búlgaro кючек —kiúchek—) es un género musical y danza que surgió en los Balcanes durante los primeros años del siglo XIX. Destaca en el repertorio de muchas bandas de música romaníes.

## Historia
El čoček se originó a partir de bandas militares otomanas, que en ese momento estaban dispersas por toda la región, principalmente en Serbia, Bulgaria, Macedonia y Rumania. Eso condujo a la eventual segmentación y a una amplia gama de subestilos étnicos en el čoček. Este nuevo género fue transmitido de generación en generación, preservado principalmente por minorías romaníes ("gitanas"), y se practicaba en gran medida en bodas y banquetes en las aldeas.
El čoček es especialmente popular entre los romaníes musulmanes y las poblaciones albanesas de la República de Kosovo, Serbia del Sur y Macedonia. Cuando el conjunto Tanec llegó a Estados Unidos por primera vez en 1956, interpretaron čoček como el baile de una mujer musulmana, "Ќupurlika" de Titov Veles.
En el cine el čoček ha tenido presencia, especialmente en las películas del director serbobosnio Emir Kusturica y el compositor Goran Bregović, asociado habitualmente al cine de Kusturica.